# Rostsabelvinge
Rostsabelvinge (Pampa rufa) är en fågel i familjen kolibrier.

## Utseende
Rostsabelvingen är en mycket stor kolibri med tjock och något böjd svart näbb. Undersidan är ljust roströd och den stora och breda stjärten är roströd på stjärtroten och beigefärgad i hörnen.

## Utbredning och systematik
Fågeln förekommer i höglänta områden från södra Mexiko (Oaxaca och Chiapas) till El Salvador. Den behandlas som monotypisk, det vill säga att den inte delas in i några underarter.

### Släktestillhörighet
Arten placeras traditionellt i släktet Campylopterus, men genetiska studier visar att arterna i släktet inte står varandra närmast. Den har därför flyttats tillsammans med flera andra centralamerikanska arter till släktet Pampa.

## Levnadssätt
Rostsabelvingen är en ovanlig och lokalt förekommande fågel i höglänta områden med fuktig skog och buskmarker. Där ses den födosöka mestadels lågt till medelhögt, ofta inne i den skuggiga undervegetationen.

## Status
Trots det begränsade utbredningsområdet och att den tros minska i antal anses beståndet vara livskraftigt av internationella naturvårdsunionen IUCN.  Beståndet uppskattas till i storleksordningen 20 000 till 50 000 vuxna individer.